# Chan Chwa
Chan Chwa (Thai: จันจว้า) is een tambon in amphoe (district) Mae Chan in Thailand. De tambon had in 2005 7233 inwoners en bestaat uit elf mubans.